# Dericorys millierei
Dericorys millierei är en insektsart som beskrevs av Pierre Adrien Prosper Finot och E. Bonnet 1884. Dericorys millierei ingår i släktet Dericorys och familjen Dericorythidae. Inga underarter finns listade i Catalogue of Life.